# Mgzavrebi
 (juillet 2015).
Mgzavrebi (géorgien : მგზავრები) est un groupe de musique géorgien constitué en 2006.